# 小洲村

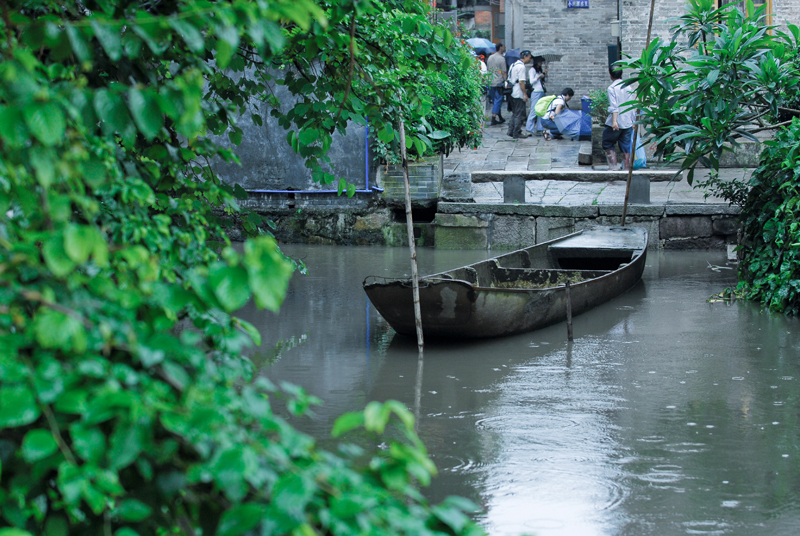
小洲村河道（摄于2008年6月）

小洲村，又称“瀛洲”，位于中华人民共和国广东省广州市海珠区华洲街道东南部，三面環水，北接土華村，西臨西江涌，東臨細涌，面积为417万平方米。元代邱、黃、梁、饒、林、鍾六姓開村，後來簡姓明代时从新村遷入成了第一大姓。清朝时是番禺县彬社二十四乡之一。20世纪中期，吞并了附近的西江村，小洲村面积变大。2001年，成为广东省生态示范村。小洲村也曾拥有粮仓。

## 街巷分布
- 主街：西成大街、西浦大街、西園大街、中華大街、細橋大街、林坑大街、倚山大街、新南大街、新路大街、高橋大街、東源大街、東道大街、東慶大街、蓮塘大街、登瀛大街、拱北大街、南勝大街、塘邊大街、低洲大街、較水環大街。
- 里巷：安定里、源盛里、聖德里、洪聖里、林巷、社巷、洪福巷、暘谷巷。

## 古迹

### 神庙
- 玉虛宮：即北帝廟，在拱北大街。
- 三帝廟：在登瀛四巷，清道光廿三年（1843年）建成，光緒五年（1879年）重修。兩進兩廊一天井砖木石建构，面宽6.05米，总进深15.9米，座西北向東南。
- 簡佛祖廟：在登瀛四巷，民國元年（1912年）建成，是座西北向東南的前亭後廟建築，祭祀番禺屏山簡氏先祖。
- 天后宮：在東渡大街，何时建成并无从考证，清乾隆、同治年間重修。
- 洪聖廟：在洪聖里。

### 祠堂

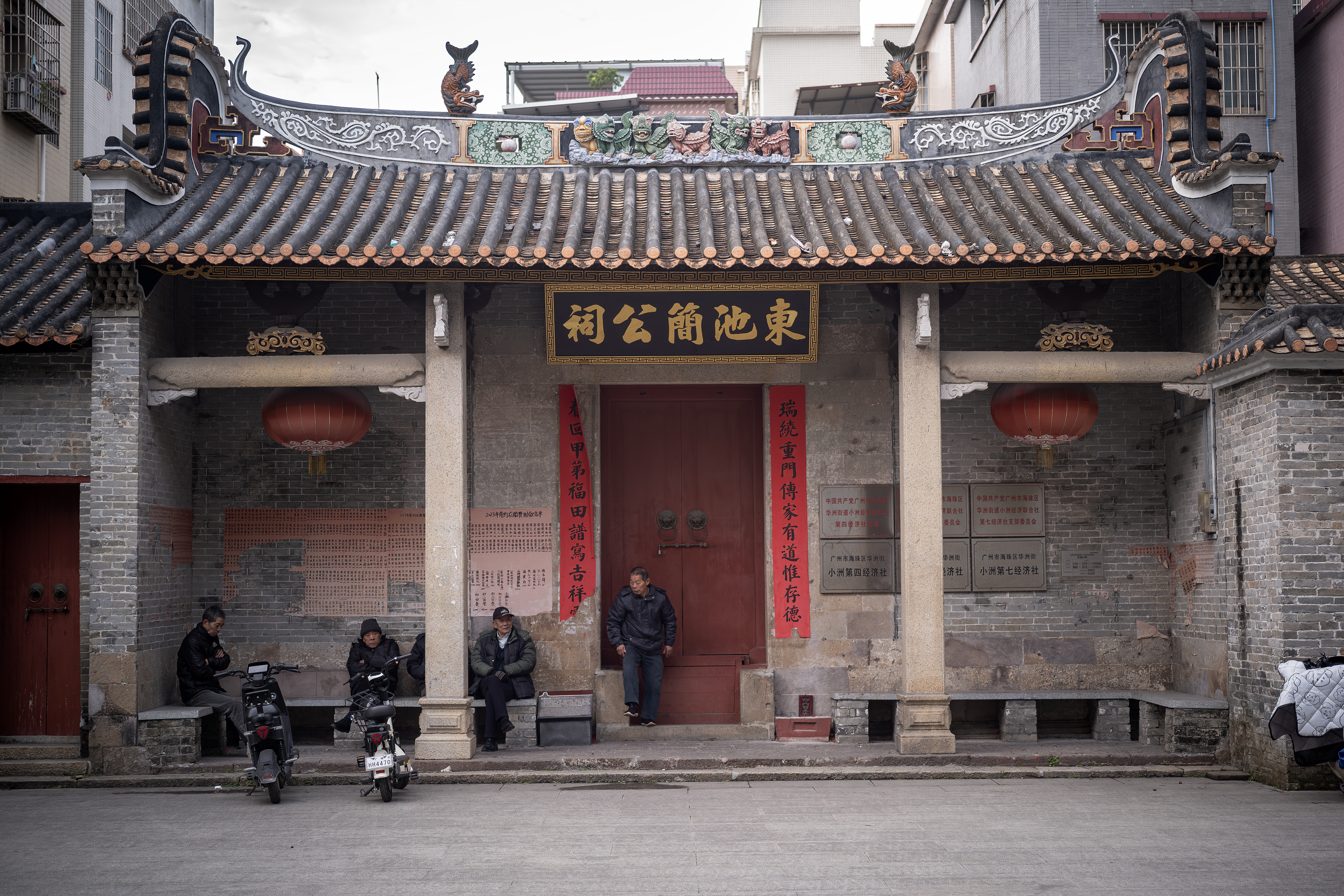
东池（简）公祠

| 名                    | 堂號   | 主祀         | 始建年份 | 地址     | 現況               |
| --------------------- | ------ | ------------ | -------- | -------- | ------------------ |
| 簡氏宗祠              | 嘉告堂 | 三世（克成） | 清朝     | 南勝大街 | 海珠區不可移動文物 |
| 簡氏祖祠 （太婆祖）   |        |              | 清朝     | 北約     | 已拆               |
| 東源簡公祠            | 其慎堂 | 四世（東源） |          | 高橋大街 | 已拆               |
| 東池公祠              |        | 四世（東池） | 清朝     | 南勝大街 | 海珠區不可移動文物 |
| 東江祖                |        | 四世（東江） |          |          | 已拆               |
| 西溪簡公祠            | 受經堂 | 六世（西溪） | 明朝     | 西約     | 海珠區不可移動文物 |
| 穗喬簡公祠            | 嘉告堂 | 七世（穗喬） | 清朝     | 西約     | 海珠區不可移動文物 |
| 粵梅簡公祠            | 寧遠堂 | 七世（粵梅） | 明朝     | 新路巷   | 海珠區不可移動文物 |
| 粵溪祖                |        | 七世（粵溪） |          |          | 已拆               |
| 泗海公祠 （五房廳）   | 崇德堂 | 七世（泗海） | 清朝     | 東道大街 | 海珠區不可移動文物 |
| 慕南簡公祠            | 濟美堂 | 九世（慕南） | 清朝     | 西園大街 | 海珠區不可移動文物 |
| 侶山簡公祠 （七房廳） | 明理堂 |              | 清朝     | 新南大街 | 海珠區不可移動文物 |
| 瀛山簡公祠            |        |              | 清朝     | 東道大街 | 海珠區不可移動文物 |
| 聚碧祖                |        |              |          |          | 已拆               |
| 四懷祖                |        |              |          |          | 已拆               |
| 神保祖                |        |              |          |          | 已拆               |
| 松間祖                |        |              |          |          | 已拆               |
| 長房祖                |        |              |          | 中約     | 已拆               |
| 二房祖                |        |              |          |          | 已拆               |
| 三房祖                |        |              |          |          | 已拆               |
| 四房祖                |        |              |          |          | 已拆               |
| 梁氏宗祠              |        |              |          | 安定里   | 已拆               |
| 黃氏宗祠              |        |              |          |          | 已拆               |
| 林氏宗祠              |        |              |          | 林坑     | 已拆               |

### 其他

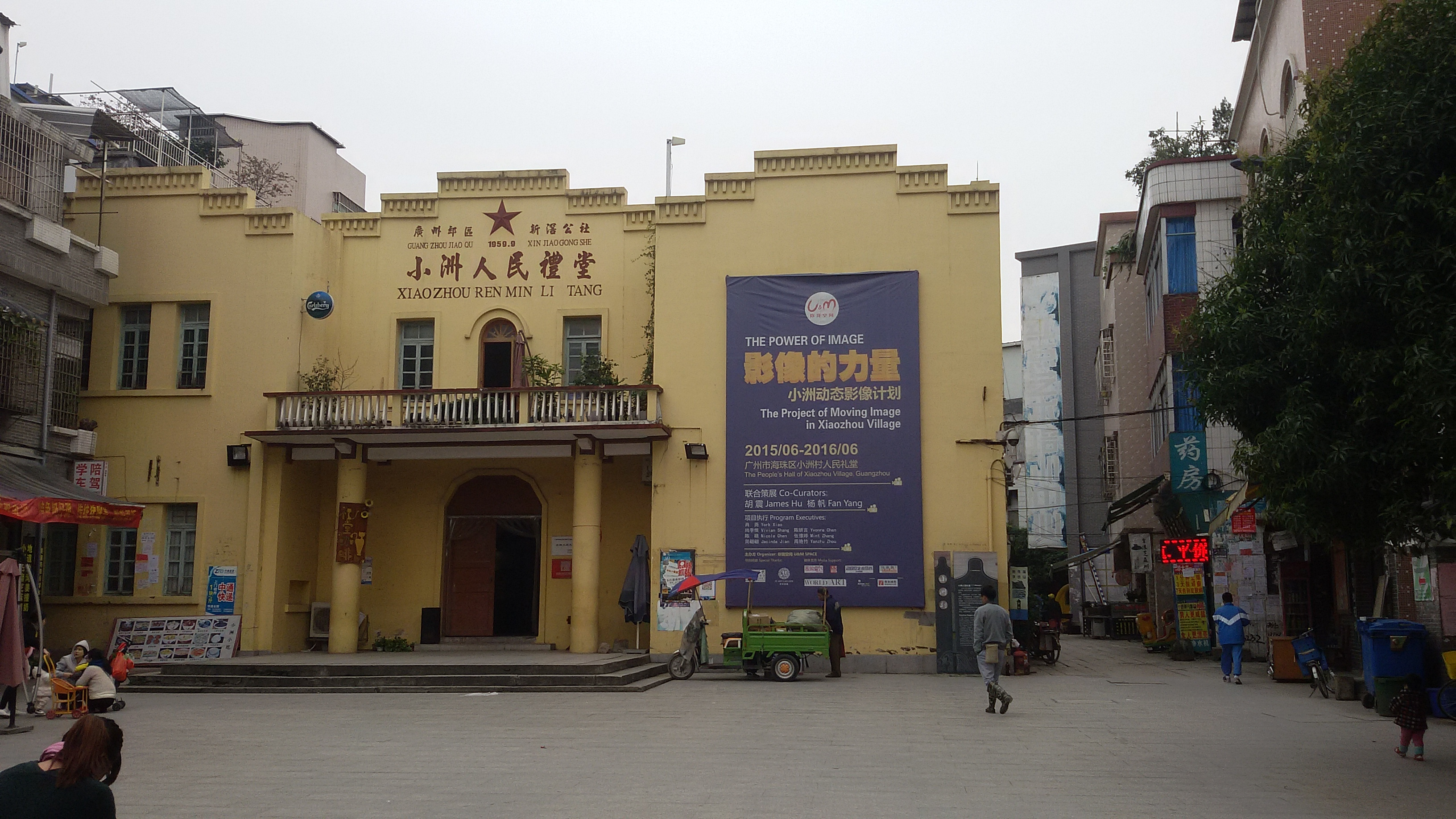
小洲礼堂

- 小洲村牆：在登瀛外街1號到登瀛新街一巷11號。皇清咸豐年間，小洲村起牆自衛。牆是用青磚砌的，整面牆有六十米長，三米高，二十七厘米厚。牆上面有无数个長方形的洞，離地面兩米多高，兩個窿之間距離兩米，这些洞用于觀察形勢，又可以塞支槍下去打。牆有大門通往登瀛大街，道門用花崗石及青磚砌成。
- 瀛洲八景：民国十三年（1924年），小洲評出過「八景」（翰橋夜月、西溪垂釣、孖涌賞荔、崩川煙雨、古渡歸帆、松徑觀魚、古市榕蔭、華臺奇石）。
- 三鄉鄉約：西江、土華、小洲三鄉鄉約。
- 民居群：有青磚花石基的清朝民居一百一十五座。有三間蠔殼屋，分別在西園三巷9號、社巷24號及南洲大街。
- 小洲古橋：現存五條（細橋、石橋、翰墨橋、娘媽橋、大巷橋）。
- 古碼頭：有登瀛古埗、牌坊碼頭。
- 簡氏始祖墓：在財寶崗。
- 民國十九年廣州市界碑：在牌坊碼頭。
- 小洲禮堂：蘇聯式禮堂，1959年建成。長52.6米，宽22.5米，兩層樓高。前面有3級臺階上地坪，外墻土黃色，正墻正門二樓上邊有大紅的灰塑五角星，下面寫“廣州郊區新滘公社小洲人民禮堂”，禮堂中間悬挂了“高舉毛澤東思想偉大紅旗奮勇前進”標語。雖然禮堂外面維持了前蘇聯的公共建築特色，但里面是典型的中國南方磚木结构。
- 明朝古井
- 府第：簡叔琳進士第、司馬第